# Симон бар Кохба
Симон бар Кохба (на иврит: שמעון בר כוכבא) е водачът на еврейския бунт срещу римляните по време управлението на император Адриан (131 – 135 години).
Името му се превежда на български от иврит като „синът на звездата“ или „пътеводна звезда“. След отпътуването на император Адриан за Сирия през 130 година, организира подготовката на второто голямо юдейско въстание срещу римската власт в Юдея. Бар Кохба пророкува победа за юдеите срещу римляните и се обявява за месия, оглавявайки въстанието. След неуспеха на офанзивата на арамейски му е лепнат прякора Бар Козива, т.е. „син на лъжата“.
Първоначално Бар Кохба воюва с успех срещу римляните, които са принудени да изоставят Ерусалим. Следствие на това, Бар Кохба придобива голяма популярност сред народа на Юдея, обявявайки се за цар и започвайки да сече свои монети. Войната срещу римляните обхваща и съседните на Юдея територии. Неблагоприятния за римляните развой на въстаническите действия ги принуждават да изпратят срещу въстаниците на Бар Кохба легионите под командването на пълководеца Юлий Север. В крайна сметка след провала на въстанието евреите са изселени от Юдея, Йерусалим е отново превзет от римляните, но този път за разлика от първия е сринат със земята, като на мястото му е поставена указателна табела с изрисувана свиня на нея. Юдея е заличена от географската карта, като от територията ѝ е образувана новата римска провинция Палестина, която е заселена с римски колонисти от другите провинции.
Бар Кохба почива ухапан от змия по време на бойните действия при отбраната на крепостта Бетар в юдейската пустиня. Общо числото на загиналите юдеи командвани от Бар Кохба във войната за политическа независимост срещу римляните се изчислява от историците на над половин милион души (приблизително на около 580 хиляди).